# Ronnie Liang
Ronnie Liang (31 de enero de 1985, Ángeles), es un cantante pop y ex finalista filipino, que surgió de la popular franquicia en búsqueda de talentos de Filipinas, en le programa de Pinoy Dream Academy (temporada 1). Fue el segundo finalista junto a Jay-R Siaboc, que también fue uno de sus más cercanos amigos de dicho concurso, y la gran estrella soñador Yeng Constantino. Cantó una de las populares canciones de OPM, éxito titulado "ngitis" y además declarado el pilar de la ABS-CBN's emitido los domingos en formato de variedades de ASAP 08.

## Filmografía
- I ♥ Betty la fea (2008) como Enrique.
- Su canción: "Salamat" (2007)
- ASAP (2007-actual) como a sí mismo / Intérprete.
- Pinoy Dream Academy (2006) as Second Runner-Up Pinoy Dream Academy (2006) como Segunda *Finalista Arriba.
- Mano Po 4: Ako jurídico Esposa (2005)
- Pinoy Pop Superstar (2005) como finalista.

## Discografía

### Solo su Álbum discográfico
- Ronnie Liang: Ang Aking Awitin
- Release: April 2007 Edición: abril de 2007
- Released by: Universal Records Publicado por: Universal Records
- Certificación: Oro
- Songs: Canciones:

1. Ngiti Ngitis
2. Sa 'Yo Lang Sa 'Yo Lang
3. Ikaw
4. Gusto Kita Gusto Kita
5. Saan Darating Ang Umaga Saan Darating Ang Umaga
6. Kaibigan Mo Kaibigan Mo
7. Nais Ko INC Ko
8. Minsan
9. Ang Aking Awitin (feat. Nikki Gil ) Ang Aking Awitin (feat. Nikki Gil)
10. Nag-iisang Ikaw Nag-iisang Ikaw
11. Kung Ako'y Uuwi Kung Ako'y Uuwi
12. Walang Iba Iba Walang
13. Ngiti (Acoustic Version) Ngitis (Acoustic Version)
14. Ngiti (Minus One)

### Síngles
- "Ngitis"
- "Gusto Kita"
- "Ikaw"

### Video musical Publicación
- "Ngiti" "Ngitis"
- "Gusto Kita" "Gusto Kita"

### Conciertos
- Comienzo de la página 6 PDA Sueño Conciertos: enero de 2007.
- Comienzo de la página 6 PDA Sueño Concierto de La Vuelta al Mundo: abril de 2007.
- US Tour : July - August 2007 EE. UU. Tour: julio-agosto de 2007.
- "Triple Atrévete Música" - 27 de septiembre en el Museo de Música.